# Philippinen-Lilie

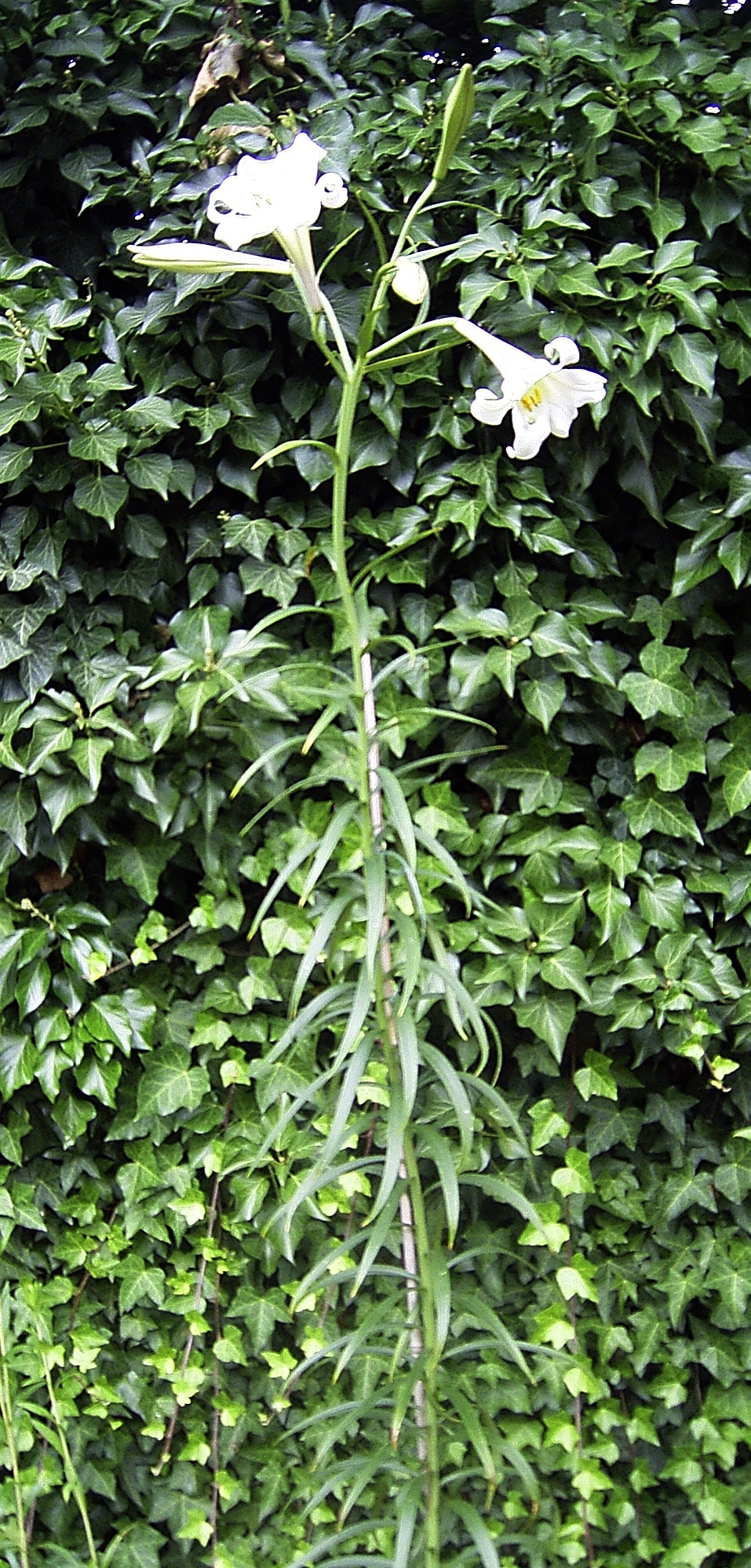
Philippinen-Lilie

Die Philippinen-Lilie (Lilium philippinense) ist eine Art aus der Gattung der Lilien (Lilium) in der Trompetenlilien-Sektion innerhalb der Familie der Liliengewächse (Liliaceae).

## Beschreibung
Die Philippinen-Lilie erreicht eine Wuchshöhe zwischen 30 und 90 cm. Die eiförmige, weiße bis blassgelbe, fein purpurn gesprenkelte Zwiebel bildet gelegentlich Ausläufer aus, ist 23 bis Millimeter hoch und 31 bis 40 Millimeter breit. Die Schuppen der Zwiebel sind eiförmig-elliptisch, spitz zulaufend, bis zu 25 Millimeter hoch und 13 Millimeter breit. Der Stängel ist haarlos, zylindrisch und grün oder bräunlich-rot gefleckt.
Die dreißig bis vierzig um den Stängel verteilten Laubblätter sind 10 bis 15 Zentimeter lang, rund 2,4 Zentimeter breit, schmal, linear bis lanzettförmig und glatt.
Die Philippinen-Lilie blüht im Juli mit ein bis zwei trompetenförmigen Blüten, die von fast zylindrischer, sehr langgezogener Form sind und sich erst am Ende weit öffnen und an 2,5 bis 4 Zentimeter langen Blütenstielen stehen. Die sechs gleichgestalteten, zurückgebogenen Blütenhüllblätter (Tepalen) sind umgekehrt-lanzettförmig, zwischen 20 und 30 Zentimeter lang und am Ansatz papillös. Die Grundfarbe der angenehm duftenden Blüten ist reinweiß, gelegentlich am Ansatz der Außenseite längs rot oder grün überhaucht. Die hellgrünen Staubblätter sind 15 bis 18 Zentimeter lang. Die rund 8 Millimeter langen Antheren sind linear bis länglich-rund und ebenso wie die Pollen gelb, der über die Staubbeutel ragende Griffel ist grün.
Der Samen der Philippinen-Lilie keimt sofortig-hypogäisch, die Pflanzen können innerhalb von 8 Monaten Blühreife erreichen.

## Verbreitung
Die Philippinen-Lilie ist die am südlichsten wachsende Art der Gattung, die Art ist in den Gebirgen der Provinz Benguet auf der philippinischen Insel Luzon in Höhenlagen zwischen 1500 und 2300 m endemisch. Dort wächst sie in großen Horsten von mehreren hundert Individuen in Wiesen auf eher armen, leichten Böden in vollsonniger bis halbschattiger, sickerfeuchter Lage.
Naturalisierte Populationen finden sich in den USA in Florida um Tallahassee und in Kentucky.

## Systematik
Die Art gehört zur Sektion Leucolirion und steht morphologisch Lilium longiflorum und Lilium formosanum nahe, mit denen die Philippinen-Lilie auch hybridisiert. Molekulargenetische Untersuchungen bestätigten dies und rückten sie überdies in die Nähe von Lilium wallichianum.

## Botanische Geschichte
Die Art wurde 1871 von Gustav Wallis während einer Reise durch die Philippinen entdeckt, nach England gebracht und an die damals berühmteste europäischen Gärtnerei, Veitch and Sons, gesandt. 1873 blühte sie dort erstmals und wurde im selben Jahr von John Gilbert Baker in Gardeners' Chronicle Jahrgang 1873 Seite 1141 erstbeschrieben.

## Nachweise
- Henry John Elwes: A Monograph of the Genus Lilium, 1877, London
- Edward A. McRae: Lilies. A Guide for Growers and Collectors., p. 176–177, 1998, ISBN 0-88192-410-5
- Mark Wood, Lily Species – Notes and Images, CD-ROM, Fassung vom 13. Juli 2006